# Oakle Street
Oakle Street – wieś w Anglii, w hrabstwie Gloucestershire. Leży 9 km na zachód od miasta Gloucester i 159 km na zachód od Londynu.